# 索羅提

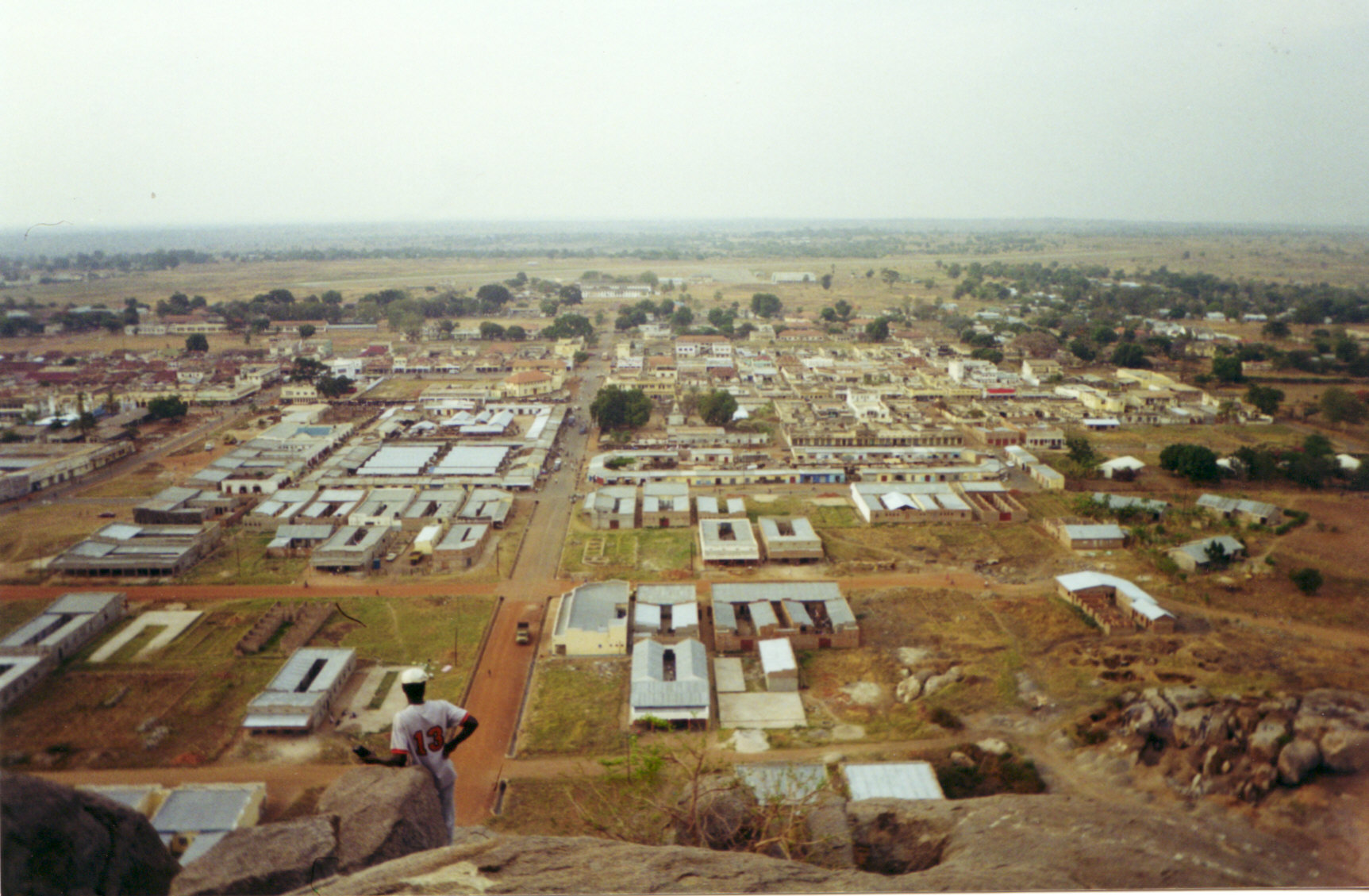
索羅提

索羅提是烏干達的城鎮，位於該國東部基奧加湖附近，由索羅提區負責管轄，距離姆巴萊約112公里，海拔高度1,080米，鎮上有機場設施，2011年人口估計66,000。

## 外部連結
- Soroti District Homepage
- About Soroti District （页面存档备份，存于）

01°42′54″N 33°36′40″E / 1.71500°N 33.61111°E